# Leóstenes
Leóstenes (em grego clássico: Λεωσθένης; ? — 323 a.C.), ateniense, foi o comandante das forças gregas (Atenas e aliados) que derrotaram os macedónios na Beócia e nas Termópilas, e os forçou a se recolherem a Lâmia, onde eles foram sitiados.
Durante o sítio a Lâmia, Antípatro, comandante macedônio, ordenou um ataque contra os atenienses que estavam escavando em volta das muralhas;  Leóstenes foi participar da batalha, foi atingido na cabeça por uma pedra, e morreu três dias depois.

## Homenagens
Na época do geógrafo Pausânias, um quadro seu e dos seus filhos, pintado por Arcesilau, era exposto junto das estátuas de Zeus e Atena, no porto do Pireu.